# Steve Fisher
Steve Fisher, (nacido el 24 de marzo de 1945 en Herrin, Illinois) es un exentrenador de baloncesto estadounidense que ejerció en la NCAA durante 28 temporadas como entrenador jefe. La pista de baloncesto del Viejas Arena de la Universidad Estatal de San Diego lleva su nombre en su honor.

## Trayectoria
- Rich East HS (1971–1979)
- Universidad de Míchigan Occidental (1979–1982),  (ayudante)
- Universidad de Míchigan (1982–1989),  (ayudante)
- Universidad de Míchigan (1989–1997)
- Sacramento Kings (1998–1999),  (ayudante)
- Universidad Estatal de San Diego (1999–2017)